# Dmitri Outkine
Pour les articles homonymes, voir Outkine.
Dmitri Valerievitch Outkine (en russe : Дмитрий Валерьевич Уткин), né le 11 juin 1970 à Asbest (république socialiste fédérative soviétique de Russie, URSS) et mort le 23 août 2023 à Koujenkino (oblast de Tver, Russie), est un militaire russe.
Ancien officier des forces spéciales du GRU, où il a servi comme lieutenant-colonel, il est l'un des fondateurs, en 2014, du groupe Wagner. Présenté par certains médias comme le leader du groupe, il serait en réalité son commandant de terrain.
Néonazi et admirateur d'Adolf Hitler, il est accusé de crimes de guerre, commis notamment en Syrie, et fait l'objet de sanctions internationales.
Il meurt en août 2023 dans le crash d’un avion à bord duquel se trouvait également Evgueni Prigojine.

## Biographie

### Naissance, débuts militaires et carrière dans le GRU
Dmitri Outkine naît le 11 juin 1970, à Asbest dans l'oblast de Sverdlovsk.
Il commence sa carrière en tant qu'officier au GRU. Il participe ainsi aux deux guerres de Tchétchénie, de 1994 à 1996 puis de 1999 à 2009. Au début des années 2000, lorsque l'intensité des opérations russes en Tchétchénie baisse, il est envoyé à Pskov, à proximité de la frontière estonienne, où il commande, jusqu'en 2013, le 700e détachement d’intervention de la 2e brigade des forces spéciales du GRU, sans être vraiment satisfait de ce poste. Selon sa femme, Elena Chtcherbinina, d'avec qui il divorce à cette période, il préférerait être au front, ayant des difficultés à « s'intégrer à la vie civile »,.  
C'est à cette période qu'il quitte les forces armées russes, en raison d'un conflit avec sa hiérarchie, sans qu'il soit possible de déterminer exactement quand, et rejoint le Corps slave, une société de mercenaires.

### Débuts en tant que mercenaire
Selon Bellingcat, au cours de son service en 2013, il était déjà en lien avec le Corps slave, qu'il aurait contacté à la suite d'offres de recrutement. Celui-ci est actif notamment en Syrie,. À cette époque, Outkine n'apparaît pas encore parmi les dirigeants de la société, se contentant de prendre part aux opérations. La société militaire privée est chargée en 2014 par Bachar el-Assad de sécuriser des puits de pétrole, Outkine profitant de la mission pour se former aux techniques de combat « les plus cruelles » aux côtés des soldats syriens. Lorsque l'unique déploiement à grande échelle des troupes du Corps slave se solde par un échec militaire, le FSB décide d'arrêter les mercenaires à leur entrée en Russie, sans que l'on sache si Outkine était ou non parmi eux, et les inculpe du chef de « guerre illégale à l'étranger », chef d'accusation utilisé dans les affaires de mercenariat, illégal en Russie.  
Cependant, la plupart des mercenaires du groupe sont libérés rapidement, au début de l'année 2014. La Russie cherche alors des hommes prêts à intervenir en Crimée au sein d'une « armée de l'ombre », expérimentée mais officiellement sans lien avec les forces armées russes. L'idée d'employer d'anciens mercenaires apparaît aux yeux du pouvoir comme la meilleure solution. 

### Activités avec le groupe Wagner

#### Création et rôle dans le groupe
Vers la fin 2013, Dmitri Outkine publie un CV, sur lequel il fait mention de sa carrière militaire passée au sein du GRU, et se présente comme un « chef d'équipe » doué d'une « bonne capacité de communication » et capable de « remplir des tâches avec succès ». En 2014, il fonde avec Evgueni Prigojine, oligarque proche de Vladimir Poutine, le groupe Wagner, une société privée de mercenaires,,. C'est lui qui choisit le nom de la société, en référence à Richard Wagner, compositeur préféré d'Adolf Hitler. Selon Bellingcat, la présentation du CV d'Outkine quelques mois seulement avant les première actions de Wagner, le présentant comme un « tueur à gages », avait pour objectif de fournir au groupe une notoriété et une façade publique. Régulièrement présenté comme le dirigeant du groupe Wagner, il ne serait en fait que son commandant sur le terrain.
En novembre 2017, un homme portant le nom de Dmitri Valerievitch Outkine devient le directeur général de l'entreprise Concord Management and Consulting, entreprise de restauration appartenant à Evgueni Prigojine. Il s'agit en fait d'une manipulation de la part de Prigojine, utilisant un changement de nom. L'homme s'appelle en réalité Alexeï Karnaukhov et a changé de nom pour prendre celui de Dmitri Outkine. Karnaukhov est finalement licencié en mars 2018, mais Prigojine utilise le même stratagème quelques mois plus tard, nommant un nouveau Outkine, cette fois Alexander Anufriev, à la tête d'une autre de ses entreprises,. Selon Bellingcat, qui cite plusieurs médias russes, il pourrait s'agir d'une provocation à l'égard des États-Unis, qui ont placé Outkine sous sanctions.

#### Activités militaires
En 2014, à la tête d'un groupe de 300 hommes, il combat aux côtés des séparatistes pro-russes dans l'est de l'Ukraine,, sur les ordres directs de Moscou. Cette mission est la première remplie par le groupe et constitue l'acte de naissance réel de la société. Par la suite, Outkine continue à combattre en Ukraine, au moins jusqu'en 2015. Des appels téléphoniques avec de hauts gradés du GRU (parmi lesquels Oleg Ivannikov, impliqué dans le crash du MH17, et Andreï Trochev, futur superviseur de l'intervention militaire russe en Syrie) ou du commandement russe suggèrent ainsi qu'il aurait participé à la bataille de Debaltseve, se plaignant notamment des pertes élevées subies par son unité. 
C'est à cette période qu'il disparaît, n'apparaissant plus jusqu'en 2016. Son ex-femme participe d'ailleurs à l'émission télévisée Wait for Me en Russie, afin de tenter de le retrouver. Il serait en fait retourné en Syrie, profitant de la guerre civile pour diriger les opérations du groupe, sans que l'on sache précisément où il a combattu. Il réapparaît en mars 2016, lors de la prise de Palmyre par les troupes du régime syrien, aidées par les mercenaires du groupe Wagner et par l'armée russe.
Le 9 décembre 2016, soit six mois plus tard, Dmitri Outkine, de retour en Russie, participe à une cérémonie de remise de décorations au Kremlin. Il est décoré de l'ordre du Courage par Vladimir Poutine en personne, pour son rôle dans la prise de Palmyre. Sa photographie en compagnie de Poutine est diffusée sur les réseaux sociaux,,, et constitue l'une des rares images connues d'Outkine.
En 2019, selon le média d'investigation russe Proekt, dans le cadre des activités de Wagner en Afrique, Dmitri Outkine aurait planifié un voyage au Rwanda, annulé au dernier moment. La raison avancée par Bellingcat serait sa surexposition médiatique, due à sa présence au gala du Kremlin peu de temps avant et sa mise sous sanctions.

#### Accusations de crimes de guerre
Un ancien membre de Wagner, Marat Gabidoulline, accuse Dmitri Outkine d'avoir « sali la réputation du groupe » en protégeant quatre mercenaires qui, à Al-Chaer, près de Palmyre, en 2017, ont torturé à mort un déserteur syrien puis l'ont décapité et brûlé,,,,. Il accuse Outkine d'avoir « personnellement ordonné que le déserteur soit torturé à mort et que l'acte soit filmé ». La diffusion de vidéos de torture ou de mise à mort fait partie d'une stratégie assumée de propagande, selon Alexandra Jousset, coréalisatrice du documentaire Wagner, l'armée de l'ombre de Poutine, qui se rapproche de celle employée par les groupes terroristes comme Daech. Outkine serait par ailleurs impliqué dans d'autres vidéos du même type, cette fois tournées en Ukraine, montrant notamment l'exécution d'un déserteur du Groupe Wagner à la masse, en novembre 2022. Ces vidéos permettent au groupe de se faire connaître et attirent l'attention des médias, qui commencent à parler de la milice et de son commandant.

#### Sanctions internationales
En décembre 2021, les ministres des Affaires étrangères de l’Union européenne imposent des sanctions au groupe Wagner ainsi qu’à huit personnes et trois entités qui lui sont liées, dont Dmitri Outkine. Il est décrit comme « un ancien officier du renseignement militaire russe (GRU) » et « le fondateur du groupe Wagner »,. Par ailleurs, il serait « responsable de graves atteintes aux droits de l’homme commises par le groupe, dont des actes de torture ainsi que des exécutions et assassinats extrajudiciaires, sommaires ou arbitraires ». Il est également visé par des sanctions américaines depuis 2018 ou 2019, en lien avec la participation du groupe Wagner à la guerre du Donbass.
Malgré les poursuites qui le visent et son implication dans plusieurs théâtres d'opérations, Outkine reste très discret, effectuant peu d'apparitions en public. D'après Alexandra Jousset, il s'agit d'un « personnage assez énigmatique », dont le parcours est difficile à retracer avec certitude.

### Mort
Dmitri Outkine est mort dans l'accident d'un avion d'affaires, parti de Moscou en direction de Saint-Pétersbourg le 23 août 2023, avec neuf autres personnes dont Evgueni Prigojine,. L’appareil, un Embraer 600, s'est écrasé dans l'oblast de Tver à Koujenkino.

## Idéologie
Dmitri Outkine a pour pseudonyme « Wagner », une référence au Troisième Reich, Richard Wagner étant le compositeur favori d'Adolf Hitler. Dmitri Outkine étant décrit comme « un grand admirateur d’Hitler et de toute la symbolique nazie »,. Des photos qu'il a publiées laissent voir plusieurs tatouages, représentant un symbole de la Schutzstaffel, le Reichsadler (l'aigle du IIIe Reich), ainsi qu'une croix gammée,. Il se fait d'ailleurs surnommer « Sa Majesté Noire ». Dans son article La Russie de Poutine et la collaboration des extrêmes droites occidentales, Benoît Massin décrit Dmitri Outkine comme un « néonazi », « nostalgique du IIIe Reich ».